# Teip
El teip (en árabe: طائفة‎, en las lenguas naj тайпа, ˈtajpə; "familia", "clan", "tribu"), taip o taipa es una organización tribal o clan propia de Chechenia e Ingusetia, identificada por un ancestro común o una localización geográfica concreta. Hay alrededor de 130 a 220 teipes, aunque algunas fuentes nombran hasta 300. Más de 20 de ellos están formados por otras nacionalidades que habitan en la región (ávaros, cumucos, judíos, georgianos, rusos y turcos), y son llamados teipes impuros (соьли тайпа). La dinámica interna del teip se rige por el honor, y las deudas de sangre tienen un papel importante. La pertenencia a un teip y a un tukjum definen la posición social de un checheno. 

## Características y reglas del teip

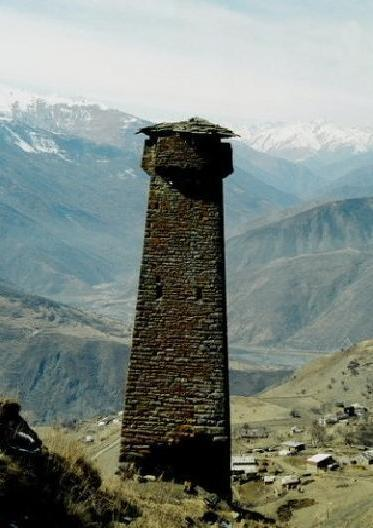
Torre en Tazbichi, refugio de los Chanti.

La dinámica social de los teipes está basada en el respeto al gobierno de los ancianos y el cumplimiento de las leyes ancestrales. Algunas de estas costumbres han evolucionado o desaparecido, pero en líneas generales se mantienen como parte de la estructura social y son especialmente visibles en época de conflicto.
- Cada teip tiene un nombre derivado de sus antepasados.
- Tienen un territorio definido y una montaña tradicional.
- Eligen un jefe.
- Eligen un jefe militar (bjachi, bjači, бячча) en caso de guerra.
- Derecho a la venganza común por asesinato o insulto a un miembro del teip.
- Elección de un Consejo de Ancianos con una cualificación adecuada.
- Sesiones abiertas del Consejo de Ancianos.
- Exogamia incondicional.
- Derecho igualitario para todo el Consejo de Ancianos.
- Derecho a deponer a sus representantes.
- Representación de la mujer por sus parientes masculinos.
- Deber de hospitalidad.
- Transferencia de propiedades de los que se van a otros miembros del teip.
- Derecho de adopción a forasteros.
- Cada teip tiene su torre u otro edificio o lugar natural como refugio.
- En el pasado cada teip tenía sus propias deidades.
- Cada teip tiene sus propias festividades, trajes y tradiciones.
- Cada teip tiene su cementerio.

## Lista de teipes

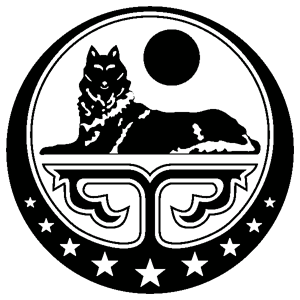
Escudo de la República Chechena de Ichkeria (1991-2007). Las estrellas simbolizan a los nueve tukjum.

Lista de teipes junto al tukjum al que pertenecen, una pequeña descripción, relación con la Guerra de Chechenia y miembros notables:
- Ovkhoi tukjum (del ruso: Ауховцы, Овхой).
- Mialki tukjum (del ruso: Мялкий).
- Nojchmajkajói tukjum (del ruso: Нохчмахкахой).
  - Alarrói (del ruso: Алларой). Miembros notables: Aslán Masjádov, tercer Presidente de la República Chechena de Ichkeria.
  - Beltagói (del ruso: Белгатой). Antiguamente parte del teip Biltoi.
  - Benói (del ruso: Беной). Probablemente el mayor teip, con alrededor de 36.000 miembros. A veces citado como una especie de sub-tukjum
  - Biltói (del ruso: Билтой), teip del raión de Nozhái-Yurt.
  - Dishni (del ruso: Дышне). En la zona de Vedenó, Goiti y Dishne-Vedenó.
  - Chartói (del ruso: Чартой) Mayoritariamente en el pueblo de Mejkeshty y las montañas de Chermoilam.
  - Tsontarói (del ruso: Цонтарой/Центорой) - uno de los mayores teipes del este de Chechenia.
  - Elistanzhjói (del ruso: Элистанжхой) – del seló de Jattuni en el raión de Vedenó. Emigró a Aldi, cerca de Grozni.
  - Enganói (del ruso: Энганой) – dispersos en toda Chechenia. Se considera que muchos imanes chechenos proceden de este teip.
  - Ersenói (del ruso: Эрсеной) – teip oriental, en la región de Nojchimojk del raión de Shalí y el raión de Gudermés.
  - Gendargenói (del ruso: Гендаргеной).
  - Gordalói (del ruso: Гордалой) – Teip conocido por su apoyo a la independencia.
  - Gunói (del ruso: Гуной) Es un teip nororiental, también conocido como "Gunói Blancos".
  - Jarachói (del ruso: Харачой)
  - Yaljói (del ruso: Ялхой) .
- Orstjói (Ershtjoy) tukjum (del ruso: Эршткхой)
  - Zandajói (del ruso: Зандакъой) del pueblo de montaña de Zandak
- Terlói tukjum (del ruso: Терлой)
  - Beshni (del ruso: Бешни), teip del sureste, tiene su propia montaña, el Beshni-lam
  - Chinjói(Chonkhoy)(del ruso: Чинхой). Teip conocido por su lealtad a Rusia.
- Chanti tukjum (del ruso: Чантий)
  - Chanti (del ruso: Чанти)
- Cheberlói (Chebarloy, Chebarloj) tukjum (del ruso:  Чебарлой)
  - Rigajói (del ruso: Ригахой)
  - Buni (del ruso: Буни)
- Sharói tukjum (del ruso:  Шарой)
- Shotói tukjum (del ruso:  Шотой)
  - Varandói (del ruso: Варандой)– uno de los teip de la montaña mejor conocidos. De raíces foráneas según los relatos rusos.
- Tukjum desconocido
  - Chinnajói (del ruso: Чиннахой)
  - Marshalói (del ruso: Маршалой)
  - Mulkói (del ruso: Мулкой), un pequeño teip de montaña en el raión de Shatói.
  - Nashjói (del ruso: Нашхой)
  - Peshjói (del ruso: Пешхой)
  - Satói (del ruso: Сатой)– Teip aristocrático de Beltoi
  - Turkói (del ruso: Туркой) . Teip túrquico.
  - Jindjói (del ruso: Хиндхой), pequeño teip localizado en la región de Galanchozha.
  - Kaljói (del ruso: Калхой) teip de montaña.
  - Yaljorói (del ruso: Ялхорой) – da nombre al pueblo de Yaljorói.
  - Zumsói (del ruso: Зумсой) – teip de montaña.
  - Zurzakjói (del ruso: Зурзакхой).